# Ван Бо (футболист)
Не путать с китайским поэтом династии Тан Ван Бо

Ван Бо (кит. упр. 王波; род. 3 апреля 1970, Шэньян, провинция Ляонин, КНР) — китайский футболист и футбольный тренер. В настоящее время возглавляет клуб второго китайского дивизиона «Бэйцзин Жэньхэ».

## Ранние годы
В качестве игрока известен по выступлениям за различные команды по мини-футболу. К моменту профессионализации китайского футбола в начале 1990-х годов начинал рассматривать предложения по продолжению карьеры. Однако, в 1993 году его родители погибли в автокатастрофе, а Ван Бо решил завершить карьеру игрока. В этом же году поступил в Шэньянский институт спорта, который окончил в 1997 году. С этого периода начинается его тренерская карьера.  

## Карьера тренера
Начинает карьеру тренера с уровня школ, колледжей, в течение первых трёх лет после окончания института тренирует различные команды Северо-Восточного Китая. Выступает скаутом для футбольной школы, занимаясь поиском и оценкой способностей начинающих футболистов, родившихся после 1989 года. В 2000 году из них он в итоге формирует команду. В 2003 году Ван с командой переезжает в Шанхай, где её в качестве молодёжной выкупает клуб «Шанхай Чжунъюань Хуэйли», а Ван Бо остается тренером этой команды. Затем в 2006 году «Шанхай Чжунъюань» переезжает в провинцию Шэньси, где появляются новые возможности для подготовки игроков. В «Гуйчжоу Жэньхэ» становится помощником главного тренера, работает с молодёжной командой (U-17). С молодёжной командой принимает участие в турнире молодёжных команд для юношей не старше 19 лет. Даже несмотря на то, что средний возраст игроков его команды был 17-18 лет, «Гуйчжоу» финишировал третьим. В этом же году команда стала чемпионов в возрастной группе до 17 лет. В 2007 году стал помощником главного тренера Чэн Яодуна, а после того, как Чэну было запрещено тренировать, стал исполняющим обязанности главного тренера. В 2008 году юношеская команда с возрастом игроков не старше 19 лет «Шэньси Сыда» приняла участие в розыгрыше второй лиги, а Ван Бо стал её главным тренером. Команда финишировала пятой в Северной группе, не попав в зону плей-офф. В этом же году юношеская команда (до 19 лет) под названием «Сиань Шиюань»тприняла участие в розыгрыше молодёжной лиги и заняла второе место.
В 2013 году Ван покинул пост тренера «Гуйчжоу Жэньхэ». В 2014 году «Гуйчжоу Жэньхэ» подписал соглашение о сотрудничестве с клубом «Тайюань Чжунъю Цзяъи», в итоге часть молодых игроков, получавших мало игрового времени, перешли в «Тайюань», а также помогли клубу попасть в первую лигу. Ван Бо был главным тренером клуба. В 2014 года команда стала серебряным призёром второй лиги и получила повышение в классе. В 2018 году Ван некоторое время тренировал команду из родного города «Шэньян Урбан», с 2018 года возглавляет клуб второго китайского дивизиона «Нэй Мэнгу Чжунъю», который переехал из Тайюаня в Хух-Хото и получил новое название.

## Интересные факты
Предпочитает играть по схеме 5-4-1 с одним чистым нападающим.